# دانشکده پزشکی گناباد
دانشکده پزشکی دانشگاه علوم پزشکی گناباد یکی از دانشکده‌های پزشکی ایران وابسته به دانشگاه علوم پزشکی گناباد در گناباد است. این دانشکده در سال ۱۳۸۷ بنیانگذاری شد و دارای ۱بیمارستان آموزشی است.

## تاریخچه
دانشگاه علوم پزشکی گناباد در سال ۱۳۶۵ تأسیس و طرح احداث دانشکده پزشکی با نظر مساعد و تصویب مسئولین ذیربط و کمکهای افراد خیر با زیربنای حدود ۲۲۰۰۰ متر مربع در زمینی به مساحت ۲۴۰ هزار متر مربع توسط وزارت مسکن و شهرسازی آغاز و مجوز اولیه پذیرش ۳۵ دانشجو در رشته پزشکی در همان سال از سوی شورای گسترش صادر گردید. اما به دلیل تأخیر در ساخت و اتمام پروژه ساختمانی و سیاستهای انقباضی وزارت متبوع، در مورد کاهش ظرفیت پذیرش در رشته پزشکی راه اندازی دانشکده پزشکی تا سال ۱۳۸۷ میسر نشد. دانشکده پزشکی گناباد در سال ۱۳۸۷ بنیانگذاری شد. هم‌اکنون ریاست این دانشکده را دکتر وحید طالب زاده متخصص طب اورژانس و معاونت آموزشی بالینی دانشکده را دکتر راحله درفشی فوق تخصص گوارش کودکان بر عهده دارند و همچنین معاونت آموزشی علوم پایه دانشکده را دکتر علیرضا محمدزاده دکتری باکتری‌شناسی پزشکی عهده‌دار است.